# The Neville Brothers
The Neville Brothers sind eine US-amerikanische Band aus New Orleans. Sie mischen in ihrer Musik R&B, Soul und Jazz. Alle vier Bandmitglieder sind/waren leibliche Brüder.

## Bandmitglieder
- Art (eigentlich Arthur Lanon; * 17. Dezember 1937; † 22. Juli 2019), Keyboards, Gesang
- Charles (* 28. Dezember 1938; † 26. April 2018), Saxophon, Flöte, Gesang
- Aaron (* 24. Januar 1941), Keyboards, Gesang, auch als Solokünstler bekannt
- Cyril (* 10. Januar 1948), Percussion, Gesang

## Bandbiografie

### Der Anfang
Die vier Brüder wuchsen in New Orleans auf, wo sie auch von Anfang an mit der für die Stadt und für die Südstaaten der USA typischen Musik in Berührung kamen. Besonders prägend war für sie der Klang der Marching-Bands, eine Art Dixieland-Marschmusik, der von großen, militärähnlichen Paraden (wo diese Musikform auch ihren Ursprung hat), durch die ganze Stadt getragen wurde. Art, der Älteste, machte seine ersten Musikerfahrungen dann auch mit einer Marching-Band, den The Hawketts, an seiner High School. 1954 nahm diese Band den Song Mardi Gras Mambo auf Schallplatte auf. Die beiden jüngeren Brüder Charles und Aaron spielten zunächst ebenso in der Schulkapelle.

### Erste Aufnahmen und The Meters
Aaron Neville erzielte 1960 mit Over You einen ersten Achtungserfolg. Hieran war auch seine markante Stimme nicht ganz unwesentlich beteiligt: eine kehlig, eindringliche Falsettstimme und sein unüberhörbares Vibrato. Erst sechs Jahre später konnte er an den Erfolg von Over You anknüpfen; 1966 hatte er mit Tell It Like It Is den nächsten Hit, der 1982 dann noch mal von den Neville Brothers gemeinsam auf ihren Nevillization-Alben aufgenommen wurde. Er wurde mittlerweile von 13 weiteren Künstlern gecovert.
Aarons Bruder Art begann ebenfalls Anfang der 1960er Jahre eine Solokarriere und erlangte regionale Bekanntheit, die ihn zum Weitermachen motivierte. 1967 gründete er die Band Art Neville & The Sounds, bei der seine Brüder Aaron und Charles als Tontechniker arbeiteten. Dadurch wurde auch Charles zunehmend an das Musikgeschäft herangeführt. Art Neville & The Sounds waren recht erfolgreich, so dass sie bei Sensu Enterprises als Studioband unter Vertrag kamen und als Backing-Band bei Robert Palmer auftraten.
Art und Cyril wollten aber mehr als nur Studiomusiker sein und entwickelten ein neues musikalisches Ziel. 1968 entschlossen sie sich mit einem Groove-basierenden R&B-Stil als The Meters aufzutreten.
Währenddessen wurde Charles bei B. B. King in New York City engagiert. Dort arbeitet er dann auch mit unterschiedlichen Jazzbands zusammen. In dieser Zeit kam Charles mit Drogen in Kontakt und wurde nach seiner Rückkehr nach New Orleans zu einer dreijährigen Gefängnisstrafe wegen Besitzes von Marihuana verurteilt. Nach seiner Entlassung aus der Haft stieg er bei The Meters ein.
In dieser Zeit wurden die Rolling Stones auf die Band aufmerksam. Ihnen gefiel der schwere New-Orleans-Funk, und so traten The Meters als Vorband bei einer der Welttourneen der Rolling Stones auf. 1976 trennten sich The Meters dann trotz des Erfolges.

### Die Neville-Brothers
Im Jahre 1977 wurde die Formation The Neville Brothers gegründet, die nun alle vier Brüder musikalisch vereinte. Der Erfolg war zunächst eher mäßig. Ihr erster Plattenvertrag bei Capitol Records wurde gleich nach ihrem ersten Album aufgelöst. Drei Jahre später erhielten sie musikalische Unterstützung von Bette Midler. 1981 bekamen sie bei A&M einen neuen Plattenvertrag. Jedoch war auch das für dieses Label aufgenommene Album Fiyo on the Bayou kein kommerzieller Erfolg, sodass der Plattenvertrag auch hier wieder gelöst wurde. Die Neville Brothers blieben Kritikerlieblinge ohne großen kommerziellen Erfolg.
Der Wechsel zum Independent-Label Tiny Black brachte dann wieder einigen Erfolg, sodass sich die drei ab 1982 erschienenen Alben, von denen die ersten beiden Live-Alben waren, recht gut verkauften. Damals nahmen sie auch die Titel Tell It Like It Is (Aaron Neville, 1966) und Caravan von Duke Ellington neu auf, was beim Publikum gut ankam.
1987 nahm EMI die Nevilles unter Vertrag, und sie konnten sogar mit Keith Richards und Carlos Santana zusammenarbeiten. Doch auch hier setzte sich die Odyssee der Plattenfirmen-Wechsel fort, denn wider Erwarten war das für EMI aufgenommene Album Uptown auch kein Verkaufsschlager.
So wechselten die Neville Brothers wieder zu A&M, wo sie 1989 unter der Leitung von Daniel Lanois das Album Yellow Moon – mit kreolischer Prägung – aufnahmen. Mit der Single Sister Rosa schafften sie es endlich auch in die internationalen Hitlisten. Der Erfolg lag auch daran, dass sich Daniel Lanois gut in die musikalischen Vorstellungen der Neville Brothers einfühlen konnte, und zudem große Erfahrung als Produzent besaß.
Auf dem Album Brother’s Keeper von 1990 konnten sie sich mit ihrer Mischung aus Gospel, Rhythm and Blues und Funk endgültig durchsetzen und erreichten damit eine größere weltweite Hörerschaft. Jedoch konnten die danach veröffentlichten weiteren Alben nicht mehr an diesen Erfolg anknüpfen.
Aaron Neville war weiterhin auch als Solokünstler tätig. Die Neville Brothers veröffentlichte noch weitere gemeinsame Alben in den 1990er Jahren. Auf ihrem aktuellen Album von 2004 Walkin’ in the Shadow of Life beziehen sie Aarons Sohn Ivan und Arts Sohn Ian mit in ihre Projekte ein. Beide Söhne haben sich auch schon unabhängig davon einen Namen gemacht und spielen unter anderem gemeinsam in der Band Dumpstaphunk. Ivan arbeitete außerdem bereits mit Bonnie Raitt, Chaka Khan, Keith Richards und den Spin Doctors.
Im vierten Quartal 2013 wurde Cyril Nevilles Soloalbum Magic Honey in der Sparte „Blues und Bluesverwandtes“ in die Bestenliste vom Preis der deutschen Schallplattenkritik aufgenommen.

## Diskografie (Auswahl)

### Alben
| Jahr | Titel                                           | Höchstplatzierung, Gesamtwochen, AuszeichnungChartplatzierungen (Jahr, Titel, Platzierungen, Wochen, Auszeichnungen, Anmerkungen) | Höchstplatzierung, Gesamtwochen, AuszeichnungChartplatzierungen (Jahr, Titel, Platzierungen, Wochen, Auszeichnungen, Anmerkungen) | Höchstplatzierung, Gesamtwochen, AuszeichnungChartplatzierungen (Jahr, Titel, Platzierungen, Wochen, Auszeichnungen, Anmerkungen) | Höchstplatzierung, Gesamtwochen, AuszeichnungChartplatzierungen (Jahr, Titel, Platzierungen, Wochen, Auszeichnungen, Anmerkungen) | Höchstplatzierung, Gesamtwochen, AuszeichnungChartplatzierungen (Jahr, Titel, Platzierungen, Wochen, Auszeichnungen, Anmerkungen) | Anmerkungen                |
| Jahr | Titel                                           | DE | AT | CH | UK | US | Anmerkungen                |
| ---- | ----------------------------------------------- | --- | --- | --- | --- | --- | -------------------------- |
| 1981 | Fiyo on the Bayou                               | — | — | — | — | US166 (3 Wo.)US | Erstveröffentlichung: 1981 |
| 1987 | Treacherous – A History of The Neville Brothers | — | — | — | — | US178 (3 Wo.)US | Erstveröffentlichung: 1987 |
| 1987 | Uptown                                          | — | — | — | — | US155 (9 Wo.)US | Erstveröffentlichung: 1987 |
| 1989 | Yellow Moon                                     | — | — | — | UK— SilberUK | US66 Gold · (24 Wo.)US | Erstveröffentlichung: 1989 |
| 1990 | Brother’s Keeper                                | DE15 (16 Wo.)DE | AT22 (5 Wo.)AT | CH5 (15 Wo.)CH | UK35 (3 Wo.)UK | US60 (15 Wo.)US | Erstveröffentlichung: 1990 |
| 1992 | Family Groove                                   | DE46 (10 Wo.)DE | — | CH11 (12 Wo.)CH | — | US103 (9 Wo.)US | Erstveröffentlichung: 1992 |
| 1994 | Live on Planet Earth                            | — | — | CH35 (3 Wo.)CH | — | US126 (5 Wo.)US | Erstveröffentlichung: 1994 |

grau schraffiert: keine Chartdaten aus diesem Jahr verfügbar
Weitere Alben
- 1978: The Neville Brothers
- 1984: Neville-ization
- 1987: Nevillization 2
- 1991: Treacherous Too! - A History of the Neville Brothers
- 1995: Mitakuye Oyasin Oyasin/All My Relations
- 1997: The Very Best of
- 1998: Live at Tipitina’s
- 1999: Valence Street
- 1999: Uptown Rulin' – The Best of
- 2004: Walkin' in the Shadow of Life
- 2004: 20th Century Masters: The Best of
- 2005: Gold
- 2010: Authorized Bootleg

### Singles
| Jahr | Titel Album                      | Höchstplatzierung, Gesamtwochen, AuszeichnungChartplatzierungen (Jahr, Titel, Album, Platzierungen, Wochen, Auszeichnungen, Anmerkungen) | Höchstplatzierung, Gesamtwochen, AuszeichnungChartplatzierungen (Jahr, Titel, Album, Platzierungen, Wochen, Auszeichnungen, Anmerkungen) | Anmerkungen                         |
| Jahr | Titel Album                      | DE | UK | Anmerkungen                         |
| ---- | -------------------------------- | --- | --- | ----------------------------------- |
| 1989 | With God on Our Side Yellow Moon | — | UK47 (7 Wo.)UK | Erstveröffentlichung: November 1989 |
| 1990 | Bird on a Wire Brother’s Keeper  | DE35 (16 Wo.)DE | UK72 (3 Wo.)UK | Erstveröffentlichung: Juni 1990     |

Weitere Singles
- 1989: Sister Rosa
- 1989: Yellow Moon
- 1990: Fearless
- 1991: Drift Away
- 1992: Fly Like an Eagle
- 1992: One More Day